# فیلیپو تریپی
فیلیپو تریپی (انگلیسی: Filippo Tripi؛ زادهٔ ۶ ژانویهٔ ۲۰۰۲) بازیکن فوتبال اهل ایتالیا است که برای باشگاه «مورا» اسلوونی بازی می‌کند.
وی همچنین در تیم ملی فوتبال زیر ۱۸ سال ایتالیا بازی کرده‌است.